# Fredede bygninger i Brønderslev Kommune
Denne liste over fredede bygninger i Brønderslev Kommune viser alle fredede bygninger i Brønderslev Kommune, bortset fra kirker. Listen bygger på data fra Kulturarvsstyrelsen.
| Sagsnavn                         | Komplekstype | Opførelsesår | Adresse                            | Koordinater                                   | Fredningsår (1. fredning) | ID (Link til Kulturarv.dk) | Billede     |
| -------------------------------- | ------------ | ------------ | ---------------------------------- | --------------------------------------------- | ------------------------- | -------------------------- | ----------- |
| Dorf Vandmølle og Dorf Møllegård |              | 1925         | Storskovvej 39, 9330 Dronninglund  | 57°13′17″N 10°17′03″Ø / 57.22135°N 10.28425°Ø |                           | 810-9425-1                 | Upload foto |
| Dorf Vandmølle og Dorf Møllegård |              | 1924         | Storskovvej 39, 9330 Dronninglund  | 57°13′17″N 10°17′03″Ø / 57.22135°N 10.28425°Ø |                           | 810-9425-2                 | Upload foto |
| Dorf Vandmølle og Dorf Møllegård |              | 1924         | Storskovvej 39, 9330 Dronninglund  | 57°13′17″N 10°17′03″Ø / 57.22135°N 10.28425°Ø |                           | 810-9425-3                 | Upload foto |
| Dorf Vandmølle og Dorf Møllegård |              | 1914         | Storskovvej 39, 9330 Dronninglund  | 57°13′17″N 10°17′03″Ø / 57.22135°N 10.28425°Ø |                           | 810-9425-4                 | Upload foto |
| Dorf Vandmølle og Dorf Møllegård |              | 1914         | Storskovvej 39, 9330 Dronninglund  | 57°13′17″N 10°17′03″Ø / 57.22135°N 10.28425°Ø |                           | 810-9425-5                 | Upload foto |
| Dorf Vandmølle og Dorf Møllegård |              | 1664         | Storskovvej 39, 9330 Dronninglund  | 57°13′17″N 10°17′03″Ø / 57.22135°N 10.28425°Ø |                           | 810-9425-7                 | Upload foto |
| Dorf Vindmølle                   |              | 1887         | Dorfgade 6, 9330 Dronninglund      | 57°13′22″N 10°16′54″Ø / 57.22284°N 10.28153°Ø |                           | 810-15833-1                | Upload foto |
| Dronninglund Hovedgård           | Nordfløj     | 1880         | Slotsgade 2, 9330 Dronninglund     | 57°09′21″N 10°15′39″Ø / 57.15591°N 10.26070°Ø |                           | 810-10237-2                | Upload foto |
| Dronninglund Hovedgård           |              | 1880         | Slotsgade 6, 9330 Dronninglund     | 57°09′21″N 10°15′40″Ø / 57.15572°N 10.26106°Ø |                           | 810-10237-1                | Upload foto |
| Dronninglund Slot                |              | 1200         | Slotsgade 8, 9330 Dronninglund     | 57°09′18″N 10°15′42″Ø / 57.15509°N 10.26156°Ø |                           | 810-9436-1                 | Upload foto |
| Hammelmose                       |              | 1277         | Hammelmosevej 21, 9700 Brønderslev | 57°16′45″N 9°48′42″Ø / 57.27909°N 9.81164°Ø   |                           | 810-2175-1                 | Upload foto |
| Hjermitslevgård                  |              | 1883         | Lærkevej 21, 9700 Brønderslev      | 57°16′44″N 9°53′07″Ø / 57.27881°N 9.88518°Ø   |                           | 810-3413-1                 | Upload foto |
| Hjermitslevgård                  |              | 1700         | Lærkevej 21, 9700 Brønderslev      | 57°16′44″N 9°53′07″Ø / 57.27881°N 9.88518°Ø   |                           | 810-3413-2                 | Upload foto |
| Hjermitslevgård                  |              | 1400         | Lærkevej 21, 9700 Brønderslev      | 57°16′44″N 9°53′07″Ø / 57.27881°N 9.88518°Ø   |                           | 810-3413-3                 | Upload foto |
| Voergård                         |              | 1400         | Voergård 6, 9330 Dronninglund      | 57°14′33″N 10°20′08″Ø / 57.24253°N 10.33544°Ø |                           | 810-13314-1                | Upload foto |